# Mountain Safety Research
Mountain Safety Research，简称MSR，是一家美国户外用品公司，总部位于西雅图，由Larry Penberthy创建于1969年。MSR的主要产品包括露营、徒步以及登山用的装备，诸如炉头、净水器、帐篷等。MSR在雪鞋市场中，也有较大影响，第一个将合成材料引入雪鞋制作中。合成的雪鞋重量更轻，MSR雪鞋的根部还可以加长。
2000年，MSR与Edgeworks合并，Edgeworks以生产Moss、Walrus、Armadillo帐篷著称。2001年8月，MSR被Cascade Designs收购。

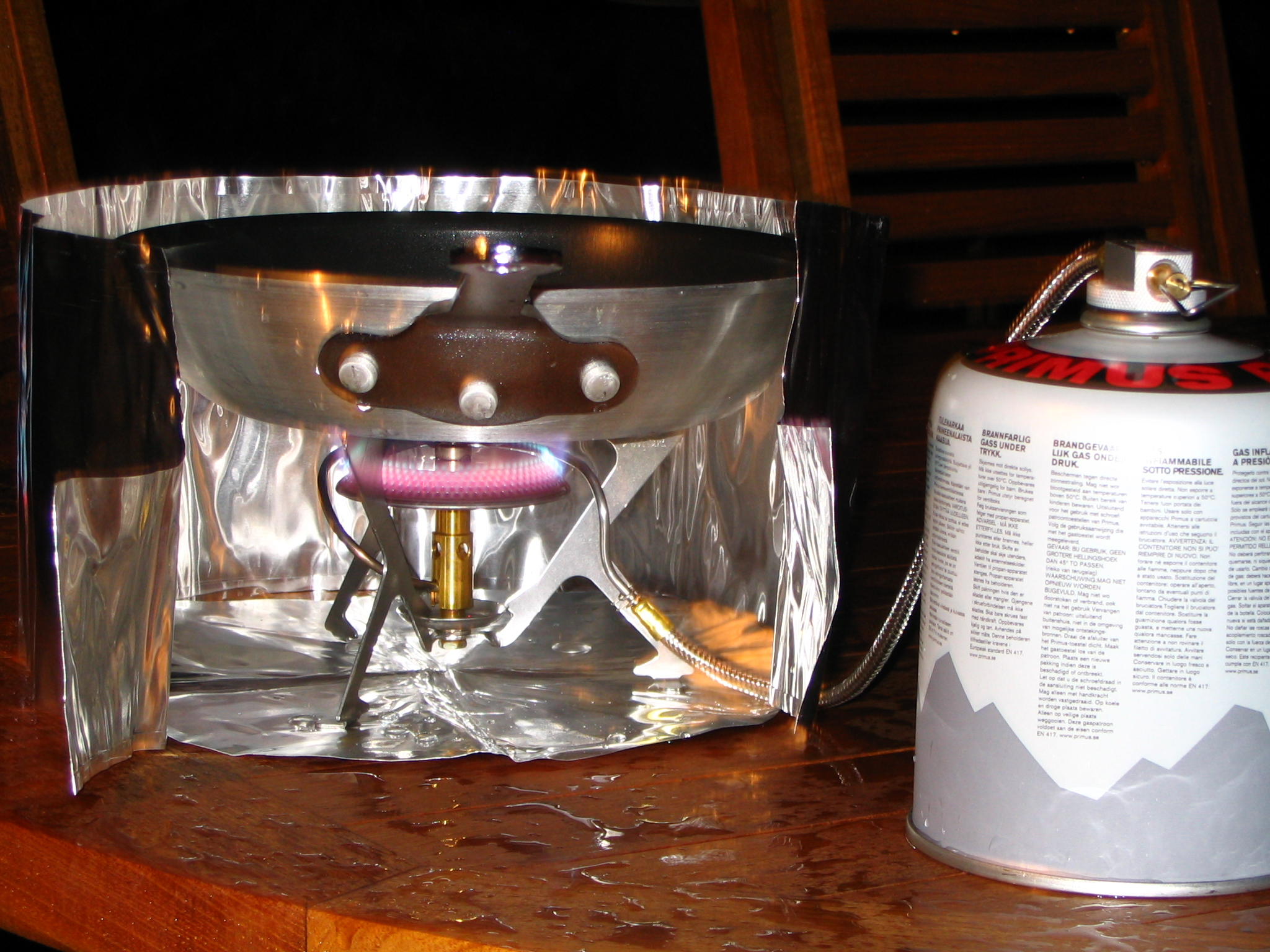
MSR分体式炉头WindPro、挡风板
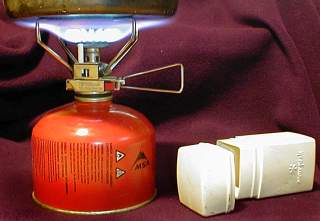
MSR的气罐